# CdmaOne
cdmaOne（シーディーエムエーワン）は、米国クアルコム社が開発し1995年に発表した通信技術である。多重化にCDMA方式を用いている。TIAの規格名称はIS-95。

## 概要
PDCやGSMと比べより新しい方式である。その間の技術進歩により、高い通話音質と高速なデータ通信を提供できる。第3世代携帯電話であるW-CDMAやCDMA2000とcdmaOneは、CDMA方式を利用する点が共通する。このことから、cdmaOneは2.5世代とも呼ばれる。
アメリカ合衆国、日本、韓国、香港のほか、カナダ、メキシコ、イスラエルとベネズエラで普及している。
日本国内では、IDOとDDIセルラーグループ各社（現・au（KDDI・沖縄セルラー電話連合））が導入した。その後、後継のCDMA 1X（当初はCDMA2000 1x）に移行した。

## 技術

### レイク受信
レイク (rake) 受信とは、マルチパスによるフェージングへの対策として開発された技術。複数のサブ受信機を使い、別々にデコードする。各受信機の位相差を検出・補正し再合成する事により、マルチパス環境下においてもS/N比の良好な受信を実現する。
この、レイク受信は携帯電話や無線LANで用いられている。
cdmaOneでは、通信中、自セルの基地局以外に、隣接セルの基地局からの電波が受信できる場合は、レイク受信により電波を同時受信できるため、フェージングに強く切れにくいなどの特徴をもつ。但し、レイク受信できるのは周辺セルの基地局からの電波に限られるため、遠く離れたセルからの電波が受信される環境では妨害波を受けたのと同じであり、切れやすくなる。また、実際の電波環境は非常に過酷であるため、レイク受信がいつも成功するわけではなく、失敗すれば切れやすくなる。

### パワーコントロール
CDMAでは各移動局が同一周波数で被せて送信するため、基地局から見て強い局や弱い局があると、電波の遠近問題により、弱い局が強い局につぶされて基地局では弱い局が受信できなくなる（スペクトル拡散は、このような状態でも逆拡散で受信可能というのは誤解である）。そこで、基地局から強い局に対して送信パワーを下げろと言う指示を飛ばし、弱い局に対して送信パワーを上げろと言う指示を飛ばし、結果的にすべての局は、同じ強さとなって基地局で受信される。同じ強さであれば、被っていても逆拡散により、受信可能である。パワーコントロールは一番弱い局に合わされるため、通常、移動局の送信パワーの平均は、PHSよりも小さくなる。クアルコムのギルハウゼン (Klein Gilhousen) によって実用化された。

### ソフトハンドオフ
ソフトハンドオフとは、現在通信中の基地局（ハンドオフ元）と新しく通信したい基地局（ハンドオフ先）を一時的に同時通信状態にした後、切り替えるハンドオフのことである。穏やか（ソフト）に切り替わっていくことからソフトハンドオフと呼ばれる。PDC方式など従来方式では、2組以上の送受信機を内蔵しないとソフトハンドオフは不可能であったので、実用化されなかった。cdmaOneの場合、ハンドオフ元もハンドオフ先も同一周波数であるので、単一の送受信機でハンドオフ元とハンドオフ先が同時に通信できる。そのため実用化できた。
cdmaOneにおいて、PDC方式の周波数の概念に相当するのがPNオフセット番号（PN位相）である。cdmaOneではハンドオフ元が使っているPNオフセット番号の信号とハンドオフ先が使っているPNオフセット番号の信号を一時的に同時通信状態にすることでソフトハンドオフを実現している。ソフトハンドオフは、一種のサイトダイバーシティでもあるので、ハンドオフの失敗が少ないと言われている。なお、PNオフセット番号は相対値であり、その基準となるのはGPSの時間である（そのため同期式と呼ばれる）。通話しながら、地上から地下に移動した際、どちらもcdmaOneがサービスされているにもかかわらず、ハンドオフできずに切れるのは、地下局にGPSが実装されていないためである。
なお、PNオフセット番号は0～511までの有限の値であるため、重複しないように各基地局に割り当てる必要がある。

## プロトコル
IS-95 (Interim Standard 95, TIA) の規格上の用語。
- P_REV (Protocol Revision)
  - P_REV =1
    - ANSI J-STD-008, 1995

  - P_REV =2
    - IS-95A

  - P_REV =3
    - Technical Services Bulletin 74 (TSB-74)

  - P_REV =4
    - Interim Standard 95B (IS-95B) Phase I,

  - P_REV =5
    - Interim Standard 95B (IS-95B)

  - P_REV =6
    - CDMA2000